# أندري دراغوس شيربان
أندري دراغوس شيربان (بالرومانية: Andrei Dragoș Șerban)‏ هو لاعب كرة قدم روماني في مركز الوسط، ولد في 31 أكتوبر 2000 في ترجوفيشت في رومانيا. لعب مع النادي الوطني لسبيش ‏.

## وصلات خارجية
- أندري دراغوس شيربان على موقع قاعدة بيانات كرة القدم.إي يو (الإنجليزية)
- أندري دراغوس شيربان على موقع Soccerway.com (الإنجليزية)